# Josef Newgarden
Josef Nicolai Newgarden (Nashville, 22 de dezembro de 1990) é um automobilista estadunidense. Compete atualmente na IndyCar Series pela equipe Penske, sendo campeão em 2017 e 2019. É o vencedor das edições de 2023 e 2024 das 500 Milhas de Indianápolis. Também foi campeão da Indy Lights em 2011, e venceu as 24 Horas de Daytona em 2024.

## Biografia
Newgarden nasceu em Nashville, capital do estado de Tennessee, ele é o mais novo de três filhos de Joey e Tina Newgarden, com Josef tendo duas irmãs mais velhas chamadas Josie e Christina. Seu pai é de Nova York e sua mãe é dinamarquesa, com Josef afirmando ser parte americano e parte dinamarquês.
Newgarden cresceu em Hendersonville, Tennessee, e estudou na Pope John Paul II High School, onde era amigo e ex-colega de classe do jogador da NFL Golden Tate. Antes de começar a correr, Newgarden jogou beisebol, futebol americano e basquete.
Em 7 de outubro de 2018, Newgarden anunciou que ele e sua namorada de longa data, Ashley Welch, ficaram noivos durante uma viagem ao Japão. Eles se casaram no outono de 2019 em Nashville. Em 2022, a esposa de Newgarden deu à luz seu primeiro filho, Kota Nicolai Newgarden.
Newgarden tem um canal no YouTube no qual ele posta vlogs e conteúdo dos bastidores de seus fins de semana de corrida da IndyCar. O canal também apresenta uma série de vídeos agora descontinuada com seu companheiro de equipe da Penske, Scott McLaughlin, intitulada Bus Bros.

## Carreira

### Kart e categorias menores
Newgarden começou a carreira no kart aos 13 anos. Em 2006, conquistou dois títulos na modalidade antes de ingressar nos monopostos no mesmo ano.
Sua primeira categoria como piloto profissional foi a Skip Barber (série regional Sul), onde conquistou sete pódios e três vitórias. No ano seguinte passou à divisão principal, conquistando duas vitórias. Permaneceu na categoria em 2008, vencendo três provas.
Ainda em 2008, Newgarden participou de algumas corridas da Fórmula Ford antes de competir na divisão britânica em 2009, conquistando nove vitórias; pela Fórmula Palmer Audi, disputou três corridas, obtendo outras duas vitórias.

### GP3 Series

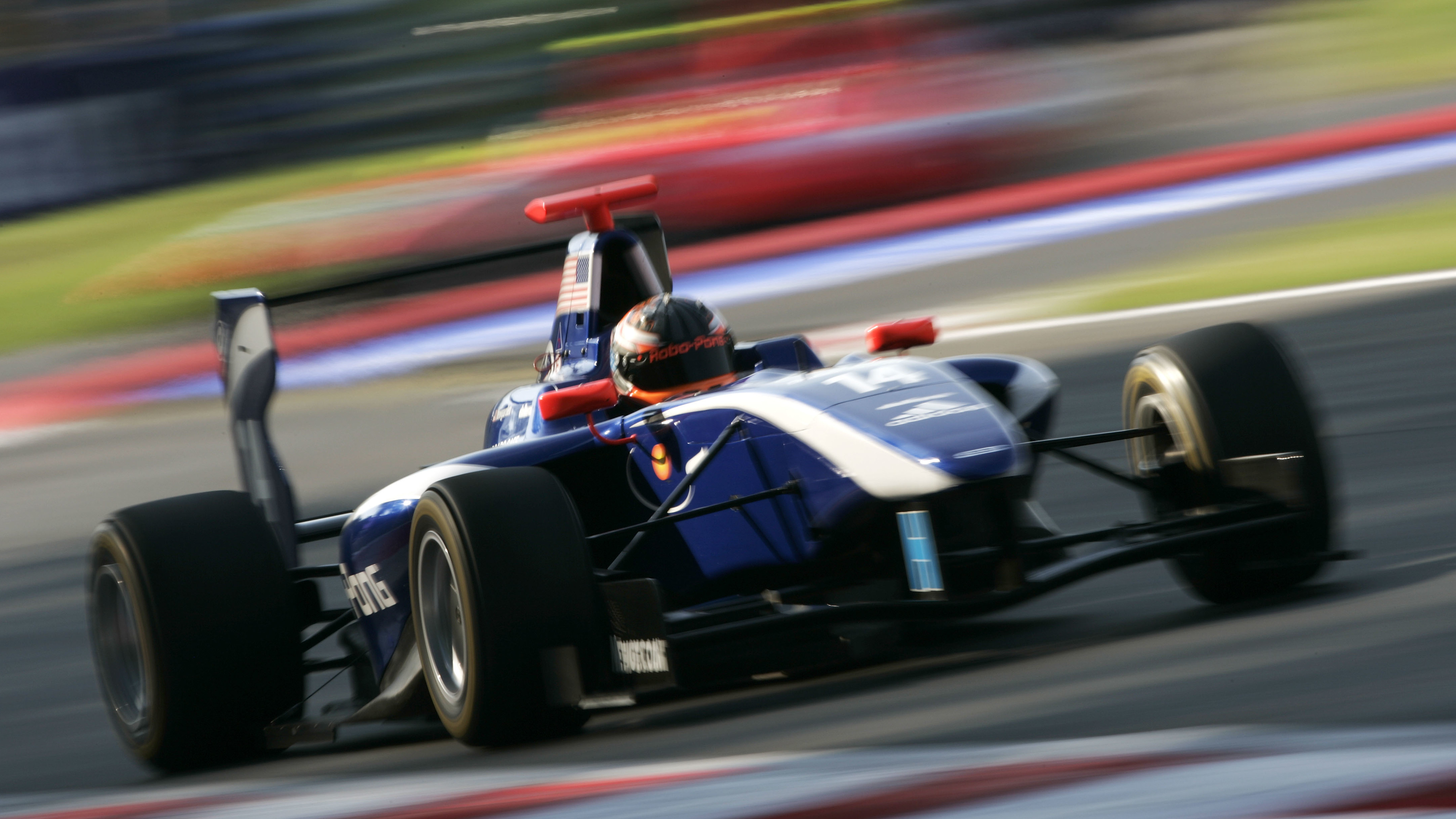
Newgarden na GP3 em 2010

Newgarden mudou de categoria em 2010, passando a correr na recém-criada GP3 Series, representando a equipe Carlin Motorsport. Ele enfrentou nomes como Esteban Gutiérrez, António Félix da Costa, Jean-Eric Vergne, Roberto Merhi e Alexander Rossi, mas teve dificuldades de se adaptar à categoria. Newgarden fez uma pole em Hockenheimring e seu melhor resultado foi um quinto lugar na Sprint Race de Monza. Ele encerrou a temporada na 18ª colocação, com oito pontos.
O piloto tentou seguir no automobilismo europeu, mas sem dinheiro e patrocinadores suficientes, ele teve que abandonar seu sonho de correr na Fórmula 1, voltando para os EUA. Posteriormente, ele avaliou que tinha se saído muito bem na GP3, creditando a ausência de pilotos norte-americanos como ele na F1 à bolha europeia.

### Indy Lights

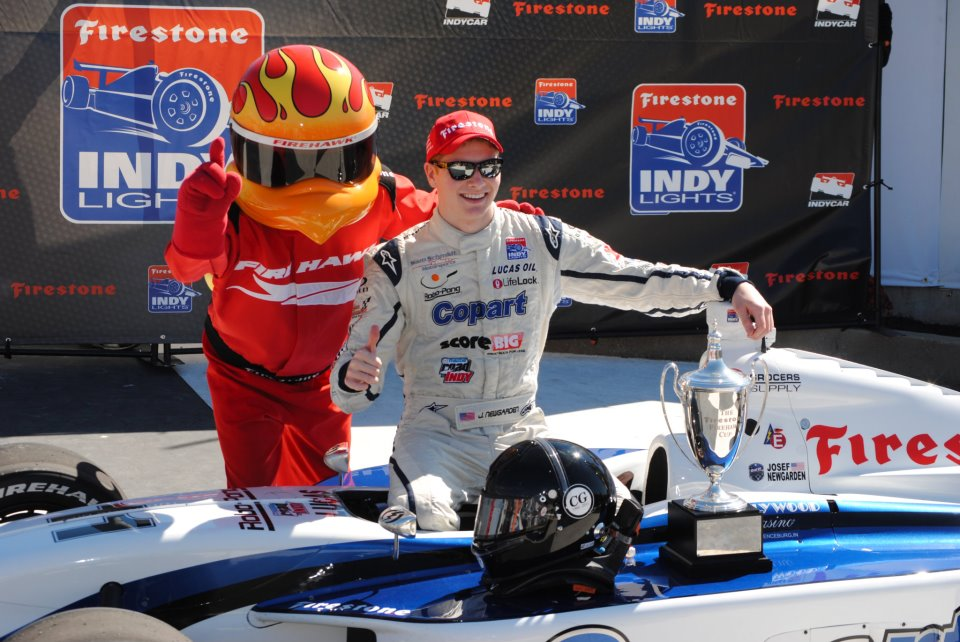
Josef Newgarden comemora título da Indy Lights, em 2011, posando ao lado de seu carro.

Após a passagem pela Europa, Newgarden retornou aos EUA para correr na Indy Lights em 2011. Pela equipe Sam Schmidt Motorsports, Newgarden teve entre seus adversários os futuros colegas da Indy Conor Daly e Stefan Wilson, além de Willy T. Ribbs, que correu na Indy e na antiga ChampCar, e que estava com equipe própria na categoria.
Já em seu ano de estreia, Newgarden se mostrou dominante, sendo o piloto que mais venceu e que mais liderou voltas. Ele conquistou cinco vitórias, quatro segundos lugares e um terceiro lugar, sendo campeão em Trois-Rivières, faltando quatro rodadas para encerrar a temporada. E em New Hampshire, Josef Newgarden se tornou o primeiro piloto desde Thiago Medeiros em 2004 a dar uma volta em todo o grid rumo à vitória em uma corrida da Indy Lights, aumentando ainda mais sua vantagem no campeonato. Newgarden fechou o ano marcando 553 pontos, com 94 de vantagem sobre o vice, Esteban Guerrieri. Ele também foi o melhor rookie do ano.

### IndyCar

#### Sarah Fisher Hartman (2012–14)

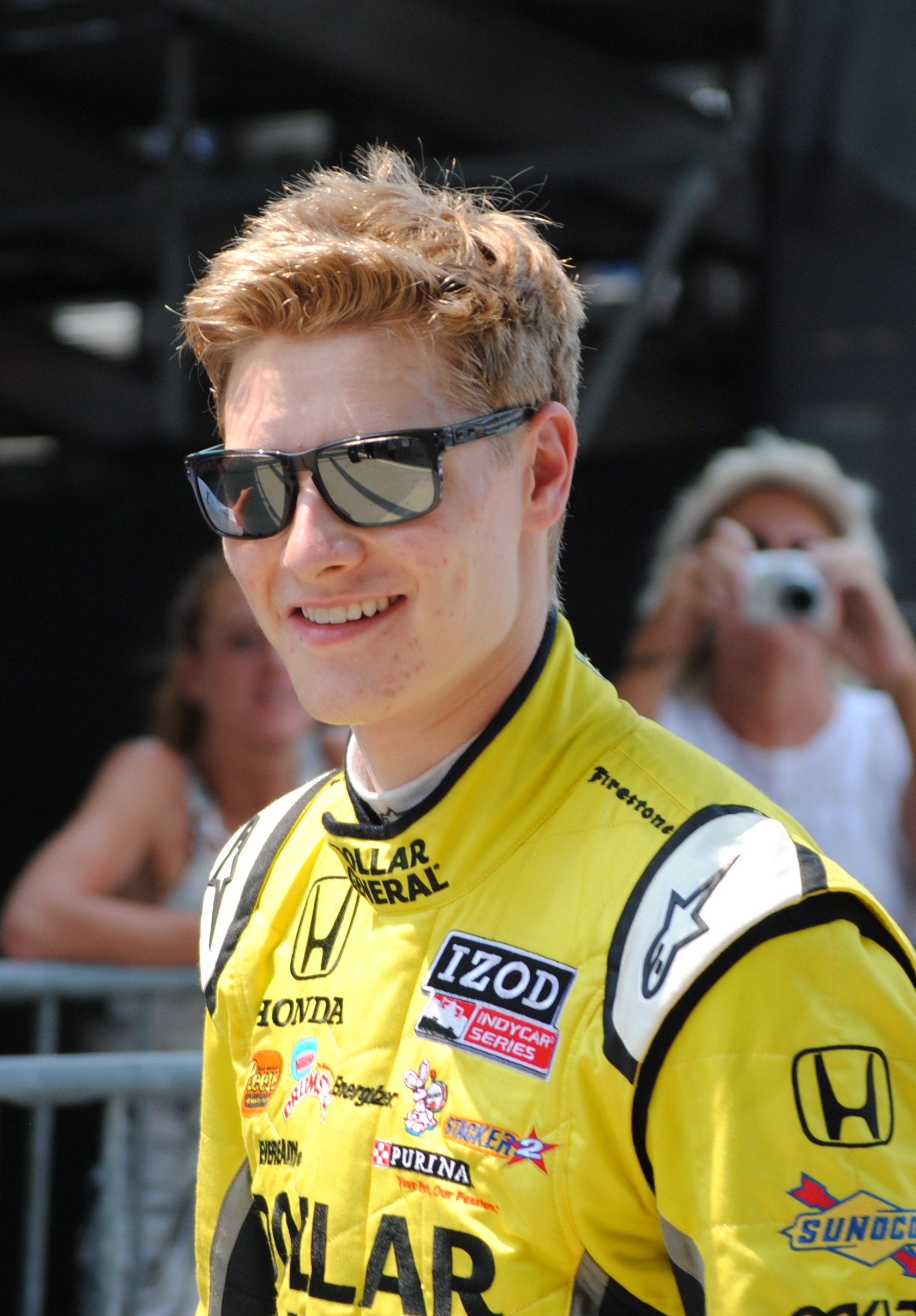
Newgarden antes do início das 500 Milhas de Indianápolis de 2012.

Em dezembro de 2011, Newgarden foi anunciado como novo piloto da equipe Sarah Fisher Hartman Racing para a temporada de 2012. O melhor resultado obtido por ele foi um 11º lugar em sua primeira corrida, em St. Petersburg. Ficou de fora do GP de Baltimore em decorrência de um acidente com o francês Sébastien Bourdais, da Dragon, no GP de Sonoma. A vaga de Newgarden foi ocupada pelo brasileiro Bruno Junqueira, mas o estadunidense retornou para completar a temporada, encerrando seu primeiro ano em 23º, com 200 pontos, e perdendo o título de melhor novato para Simon Pagenaud.
Em 2013, Newgarden fez seu primeiro pódio em Baltimore, que também foi o único daquele ano, com o piloto ficando em 14º, computando 348 pontos. E em 2014, Newgarden fez outro pódio em Iowa, subindo uma posição em relação ao ano anterior e fazendo 406 pontos.

#### CFH Racing (2015)
Durante sua quarta temporada completa na IndyCar, Newgarden correu na CFH Racing, a equipe fundida de Sarah Fisher e Ed Carpenter. Na quarta prova, Newgarden conquistou sua primeira vitória na IndyCar Series no Honda Indy Grand Prix do Alabama de 2015, passando do 5º para o 2º lugar na primeira volta da corrida e liderando o maior número de voltas no caminho para uma vitória de 2,2 segundos. Ele venceu novamente em Toronto, fez sua primeira pole em Mid-Ohio e conquistou mais dois pódios em Iowa e Pocono, terminando 2015 em 7º na classificação com 431 pontos.

#### Ed Carpenter Racing (2016)
Sarah Fisher encerrou sua participação na IndyCar após a temporada de 2015, com Newgarden permanecendo com a equipe novamente conhecida como Ed Carpenter Racing. Newgarden começou 2016 com um pódio em Alabama. Ele perdeu a pole position durante a qualificação para a Indy 500 e começou no meio da primeira fila, mesmo assim terminou a 100ª corrida da Indy 500 em 3º.
Na Firestone 600, Newgarden se machucou em um acidente, quebrando a mão e a clavícula. Ele voltou ao carro duas semanas depois, terminando no Top-10 em Road America. 28 dias após seu acidente no Texas, Newgarden venceu o Iowa Corn 300 de forma dominante, liderando 282 das 300 voltas. Newgarden conquistou outro pódio em Watkins Glen, terminando em 2º. Após um 6º lugar em Sonoma, ele terminou a temporada em quarto lugar geral na classificação da temporada, o carro não-Penske mais bem posicionado da categoria.

#### Penske (2017 –presente)

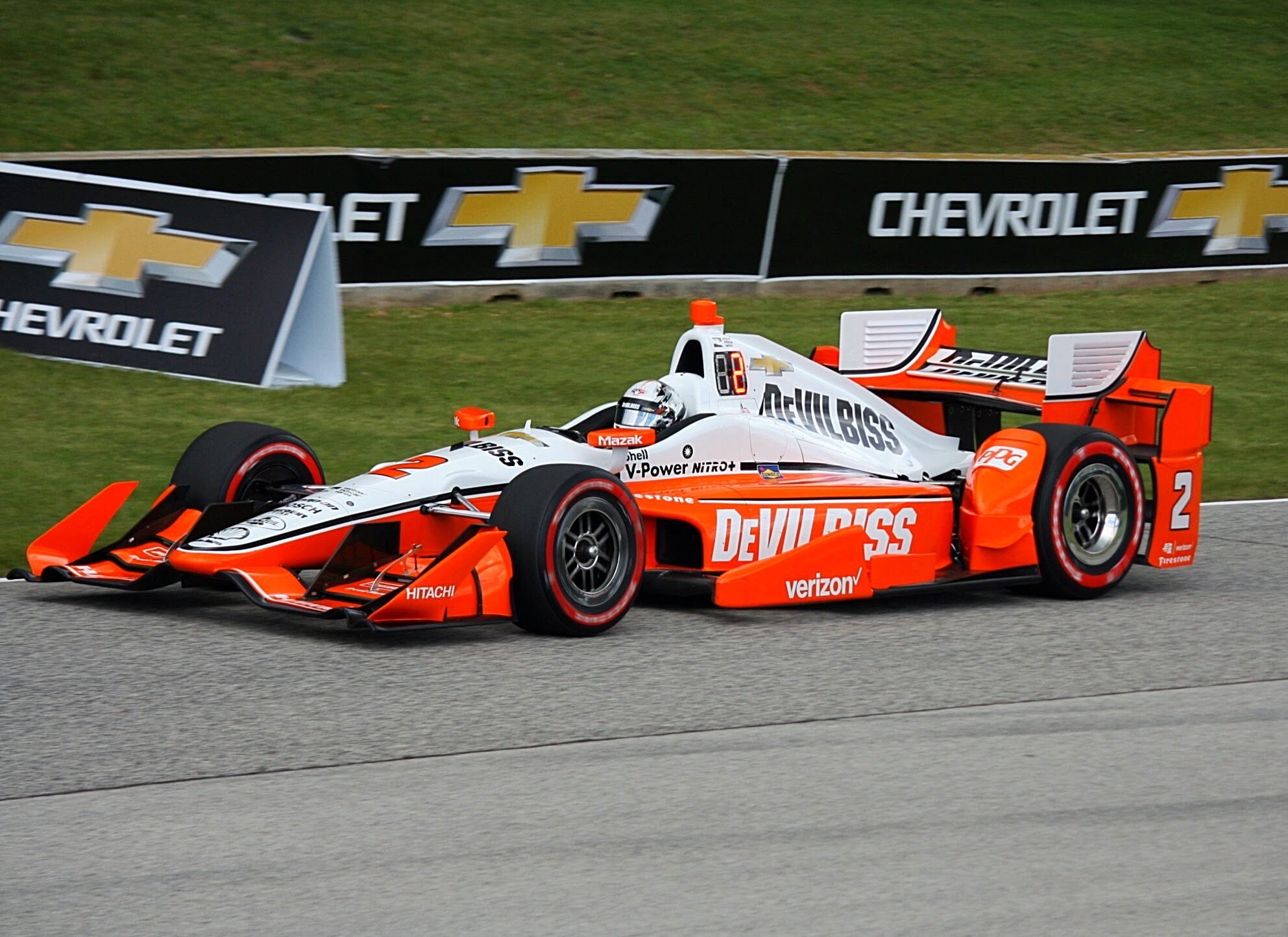
Newgarden correndo no Road America em 2017

Após ter feito sua melhor temporada em 2016, o piloto americano assinou pela equipe Penske para a temporada 2017, assumindo o carro número 2 no lugar de Juan Pablo Montoya e correndo ao lado de Will Power, Hélio Castroneves e Simon Pagenaud, o atual campeão. Já em seu primeiro ano na nova equipe, Newgarden disputou o título, enfrentando seu companheiro de equipe Pagenaud e Scott Dixon, então tetracampeão da categoria. Ele obteve quatro vitórias e quatro segundos lugares, se tornando campeão após terminar em segundo lugar na corrida de Sonoma, sendo o primeiro estadunidense a conquistar o título desde Ryan Hunter-Reay em 2012.
Newgarden conquistou três vitórias na temporada 2018, mas fora isso só conseguiu dois quartos lugares e um quinto, o que o deixou em quinto lugar no campeonato, ficando à frente de Pagenaud, mas atrás de Will Power, o terceiro colocado.

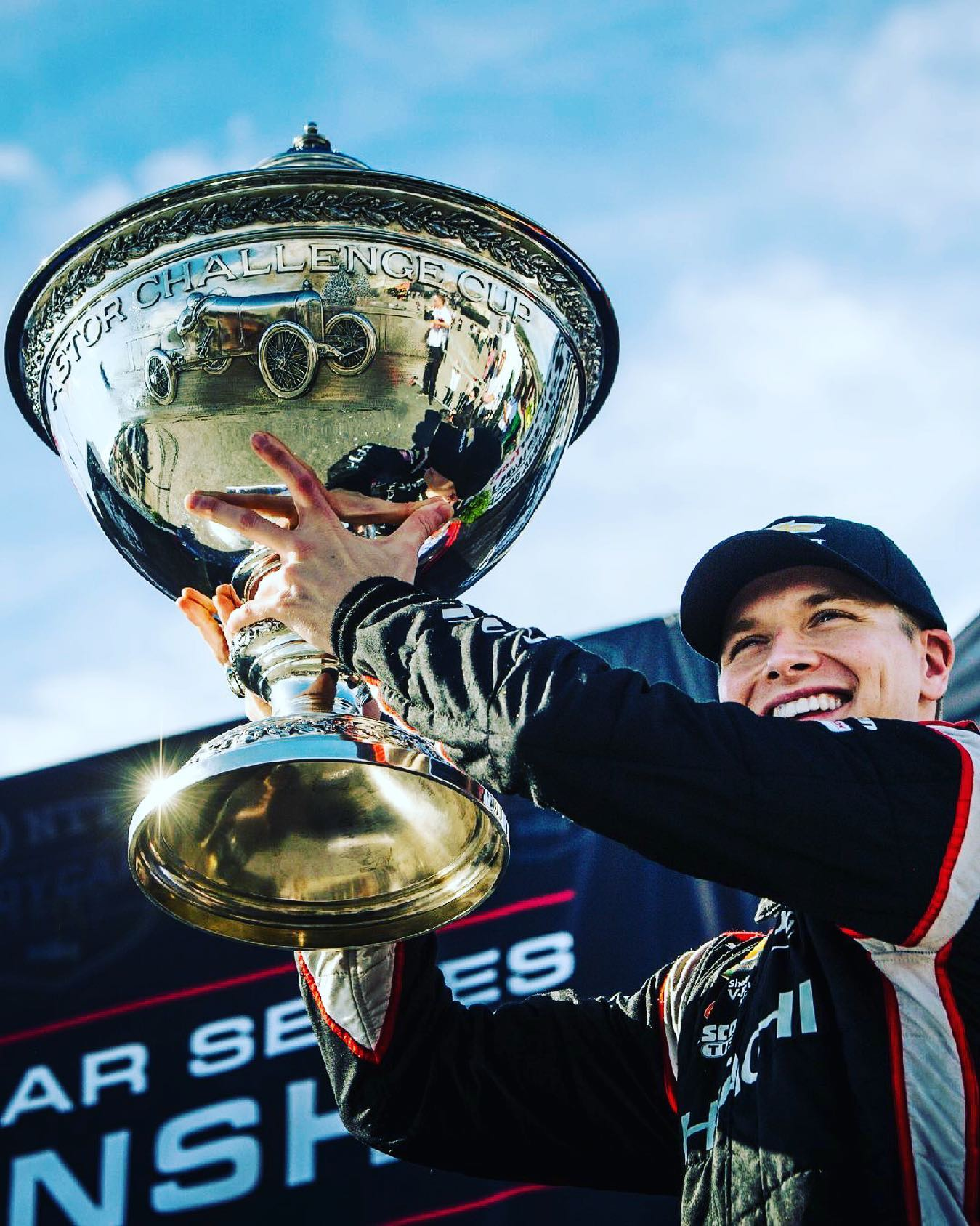
Newgarden com o troféu da Astor Cup de 2019

Em 2019, Newgarden se recuperou com uma vitória na primeira corrida da temporada, em St. Petersburg. Ele venceu novamente em Detroit (corrida 1), Texas e Iowa, além de ter feito mais dois segundos lugares, um terceiro, três quartos e dois quintos lugares. Pagenaud e Alexander Rossi foram seus maiores rivais em 2019, mas Newgarden conseguiu ser bicampeão com um oitavo lugar em Laguna Seca.
Em 2020, o piloto acumulou quatro vitórias em Iowa 2, Gateway 2, GP 3 de Indianápolis e St. Petersburg. Ele também alcançou outros dois pódios e um total de nove Top-5. Porém, não foi o suficiente para superar a pontuação de Scott Dixon, e ele foi vice, somando 521 pontos, dezesseis a menos do que o hexacampeão da Chip Ganassi.
Em 2021, Newgarden, Power e Pagenaud ganharam a companhia de Scott McLaughlin, que fez a sua primeira temporada completa na Indy. Newgarden venceu em Mid-Ohio e Gateway e subiu ao pódio seis vezes, somando 511 pontos. Porém, foi vice-campeão pelo segundo ano consecutivo, desta vez contra Álex Palou, da Chip Ganassi, que teve 38 pontos de vantagem contra o norte-americano.
Pagenaud se transferiu para a Meyer Shank em 2022, deixando apenas Newgarden, Power e McLaughlin na Penske. Josef começou a temporada com duas vitórias nas três primeiras corridas, no Texas e em Long Beach, o que o colocou temporariamente como líder do campeonato. Na primeira delas, ultrapassou seu companheiro de equipe Scott McLaughlin faltando uma curva para o fim. Nas 500 Milhas de Indianápolis ele terminou em 13º. Mais tarde, ele triunfou em Road America, Iowa 1 e Gateway. Porém, ele só obteve um top 5 em 17 corridas, então foi vice-campeão atrás de seu companheiro Will Power, que teve maior consistência, mesmo só tendo vencido uma vez no ano. Newgarden acumulou 544 pontos, ficando dezesseis abaixo de Power.

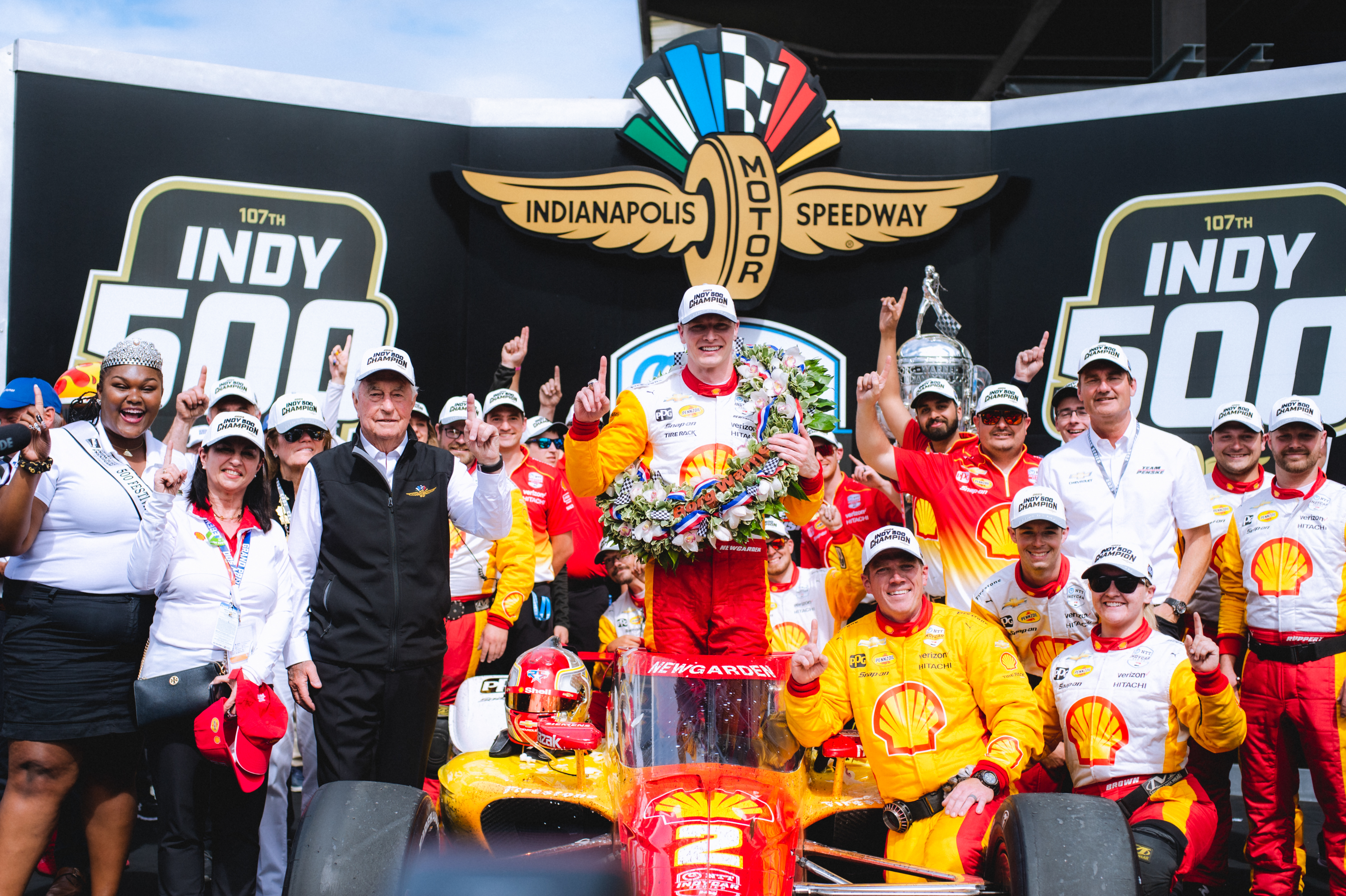
Newgarden celebrando com a equipe sua vitória nas 500 Milhas de Indianápolis de 2023

2023 viu a primeira vitória de Newgarden nas 500 Milhas de Indianápolis, conquistada após o piloto da Penske ultrapassar Marcus Ericsson, vencedor da edição anterior. O norte-americano também venceu no Texas e nas duas corridas de Iowa, mas teve um ano bastante irregular e ficou com a quinta colocação, somando 479 pontos, e sendo superado por seus companheiros McLaughlin (terceiro colocado, com 488 pontos) e Power (segundo colocado, com 578 pontos).

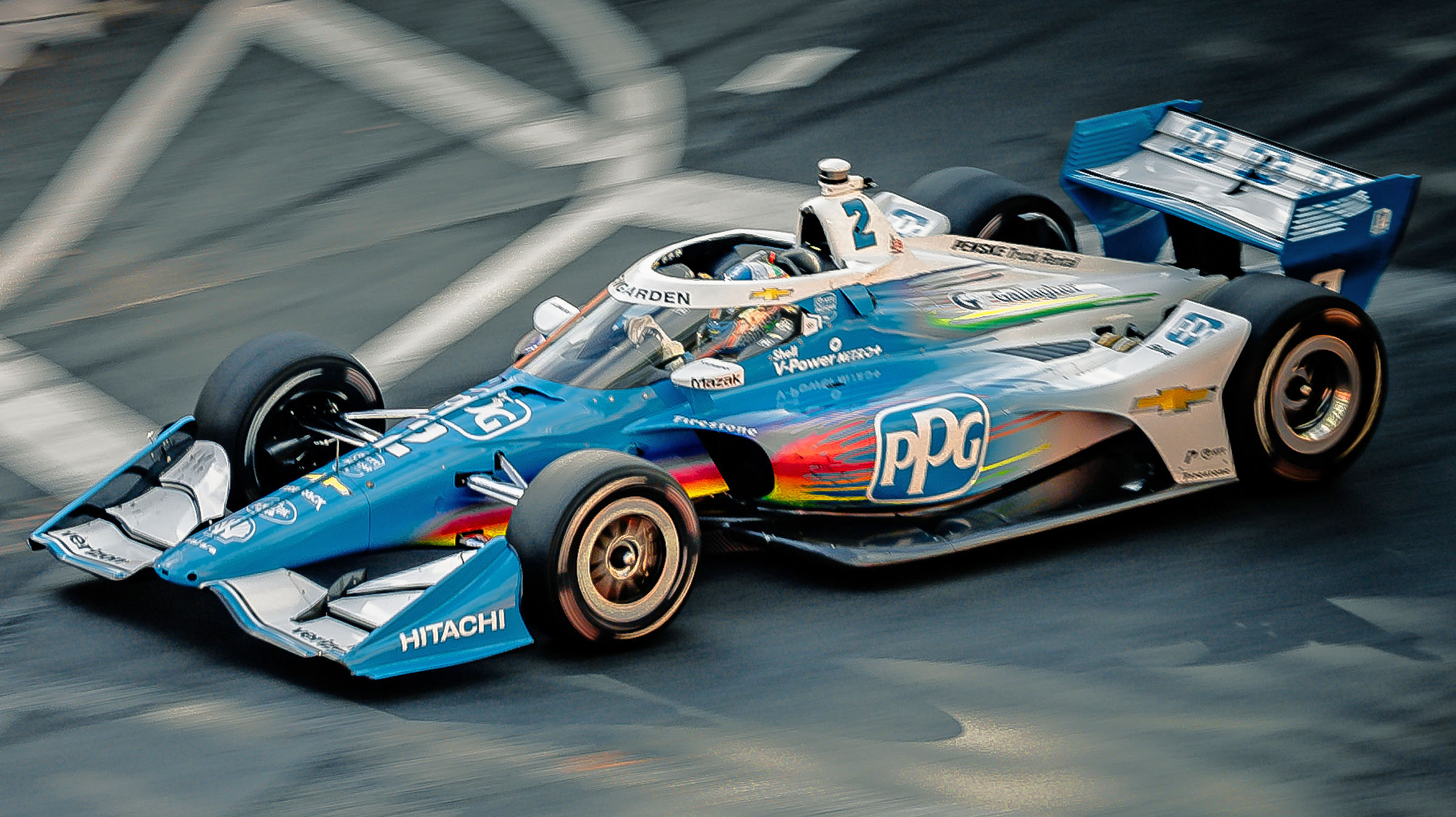
Newgarden no GP de St. Petersburg de 2024

O início da temporada de 2024 foi bastante negativo para Newgarden e a Penske. Ele e seu companheiro Scott McLaughlin foram desclassificados da etapa de St. Petersburg por conta de irregularidades no push-to-pass dos carros dos dois pilotos. Desolado por ter perdido a vitória, Newgarden lamentou ter falhado em seguir as regras e disse não saber que estava fazendo algo errado.
Mas o piloto fez história ao vencer as 500 Milhas de Indianápolis pela segunda vez, superando Pato O'Ward na última volta. Newgarden também venceu em Gateway, prova que rendeu críticas ao piloto, por ele ter alternado velocidades durante a relargada, o que provocou um acidente que tirou Will Power da prova. O próprio Power considerou Newgarden culpado, Colton Herta o chamou de "sujo", e outros pilotos, como Alexander Rossi e Álex Palou, defenderam punição ao norte-americano, mas ela não aconteceu. Além das duas vitórias em 2024, Newgarden fez mais quatro pódios, encerrando o ano com 401 pontos e sendo mais uma vez superado por Power (4º colocado, com 498 pontos) e McLaughlin (3º colocado, com 505 pontos).
Após vencer a Indy 500 em 2024, Newgarden renovou contrato com a Penske para a temporada de 2025. Conquistou seu primeiro pódio do ano na etapa de abertura em St. Petersburg.

### Corridas de resistência
Em 5 de dezembro de 2022, Newgarden anunciou que se juntaria ao companheiro de equipe Penske, Scott McLaughlin, ao piloto da Indy NXT Kyffin Simpson e a John Farano para participar das 24 Horas de Daytona de 2023 com uma inscrição na classe LMP2, pela equipe Tower Motorsports. Newgarden retornou no final do ano no Petit Le Mans pela Porsche Penske Motorsport dirigindo o carro nº 7 na classe GTP ao lado de Matt Campbell e Felipe Nasr, com eles terminando em 4º lugar na classificação geral.
Em 2024, Newgarden retornaria à Porsche Penske Motorsport nas 24 Horas de Daytona de 2024, novamente dirigindo o #7 ao lado de Campbell, Nasr e Dane Cameron, com o quarteto se sagrando vencedor. Sobre a conquista, Newgarden afirmou considerar isso "estranho", por ter se juntado ao grupo vitorioso "por acaso". Mesmo assim, o bicampeão da Indy expressou o desejo de participar de corridas distintas, especialmente as 24 Horas de Le Mans.

## Registros na carreira

### Resultados completos na IndyCar
| Ano  | Equipe                      | Chassis      | Motor     | 1      | 2      | 3      | 4      | 5       | 6       | 7      | 8      | 9      | 10     | 11     | 12     | 13     | 14     | 15     | 16     | 17     | 18     | 19     | Posição | Pontos |
| ---- | --------------------------- | ------------ | --------- | ------ | ------ | ------ | ------ | ------- | ------- | ------ | ------ | ------ | ------ | ------ | ------ | ------ | ------ | ------ | ------ | ------ | ------ | ------ | ------- | ------ |
| 2012 | Sarah Fisher Hartman Racing | Dallara DW12 | Honda     | STP 11 | ALA 17 | LBH 26 | SAO 23 | INDY 25 | DET 15  | TXS 13 | MIL 25 | IOW 19 | TOR 13 | EDM 17 | MDO 12 | SNM 23 | BAL    | FON 16 |        |        |        |        | 23º     | 200    |
| 2013 | Sarah Fisher Hartman Racing | Dallara DW12 | Honda     | STP 23 | ALA 9  | LBH 13 | SAO 5  | INDY 28 | DET 7   | DET 16 | TXS 8  | MIL 11 | TOW 15 | POC 5  | TOR 23 | TOR 11 | MDO 23 | SNM 24 | BAL 2  | HOU 5  | HOU 13 | FON 20 | 14º     | 348    |
| 2014 | Sarah Fisher Hartman Racing | Dallara DW12 | Honda     | STP 9  | LBH 19 | ALA 8  | IMS 17 | INDY 30 | DET 20  | DET 17 | TXS 11 | HOU 20 | HOU 20 | POC 8  | IOW 2  | TOR 20 | TOR 13 | MDO 12 | MIL 5  | SNM 6  | FON 10 |        | 13º     | 406    |
| 2015 | CFH Racing                  | Dallara DW12 | Chevrolet | STP 12 | NLA 9  | LBH 7  | ALA 1  | IMS 20  | INDY 9  | DET 8  | DET 21 | TXS 21 | TOR 1  | FON 21 | MIL 5  | IOW 2  | MDO 13 | POC 2  | SNM 21 |        |        |        | 7º      | 431    |
| 2016 | Ed Carpenter Racing         | Dallara DW12 | Chevrolet | STP 22 | PHX 6  | LBH 10 | ALA 3  | IMS 21  | INDY 3  | DET 14 | DET 4  | ROA 8  | IOW 1  | TOR 22 | MDO 10 | POC 4  | TXS 22 | WGL 2  | SNM 6  |        |        |        | 4º      | 502    |
| 2017 | Team Penske                 | Dallara DW12 | Chevrolet | STP 8  | LBH 3  | ALA 1  | PHX 9  | IMS 11  | INDY 19 | DET 4  | DET 2  | TXS 13 | ROA 2  | IOW 6  | TOR 1  | MDO 1  | POC 2  | GTW 1  | WGL 18 | SNM 2  |        |        | 1º      | 642    |
| 2018 | Team Penske                 | Dallara DW12 | Chevrolet | STP 7  | PHX 1  | LBH 7  | ALA 1  | IMD 11  | INDY 8  | DET 9  | DET 15 | TXS 13 | ROA 1  | IOW 4  | TOR 9  | MDO 4  | POC 5  | GTW 7  | POR 10 | SNM 8  |        |        | 5º      | 560    |
| 2019 | Team Penske                 | Dallara DW12 | Chevrolet | STP 1  | COA 2  | ALA 4  | LBH 2  | IMD 15  | INDY 4  | DET 1  | DET 19 | TXS 1  | ROA 3  | TOR 4  | IOW 1  | MDO 14 | POC 5  | GTW 7  | POR 5  | LAG 8  |        |        | 1º      | 641    |
| 2020 | Team Penske                 | Dallara DW12 | Chevrolet | TXS 3  | IMS 7  | ROA 14 | ROA 9  | IOW 5   | IOW 1   | INDY 5 | GTW 12 | GTW 1  | MDO 2  | MDO 8  | IMS 1  | IMS 4  | STP 1  |        |        |        |        |        | 2.º     | 521    |
| 2021 | Team Penske                 | Dallara DW12 | Chevrolet | ALA 23 | STP 2  | TXS 6  | TXS 2  | IMS 4   | INDY 12 | DET 10 | DET 2  | ROA 21 | MDO 1  | NSH 10 | IMS 8  | GTW 1  | POR 5  | LAG 7  | LBH 2  |        |        |        | 2º      | 511    |
| 2022 | Team Penske                 | Dallara DW12 | Chevrolet | STP 16 | TXS 1  | LBH 1  | ALA 14 | IMS 25  | INDY 13 | DET 4  | ROA 1  | MDO 7  | TOR 10 | IOW 1  | IOW 24 | IMS 5  | NSH 6  | GTW 1  | POR 8  | LAG 2  |        |        | 2.º     | 544    |
| 2023 | Team Penske                 | Dallara DW12 | Chevrolet | STP 17 | TXS 1  | LBH 9  | ALA 15 | IMS 7   | INDY 1  | DET 10 | ROA 2  | MDO 12 | TOR 5  | IOW 1  | IOW 1  | NSH 4  | IMS 25 | GAT 25 | POR 5  | LAG 21 |        |        | 5.º     | 479    |
| 2024 | Team Penske                 | Dallara DW12 | Chevrolet | STP 26 | THE 8  | LBH 4  | ALA 16 | IGP 18  | INDY 1  | DET 26 | ROA 2  | LAG 19 | MDO 25 | IOW 3  | IOW 7  | TOR 11 | GAT 1  | POR 3  | MIL 27 | MIL 27 | NSH 3  |        | 8.º     | 401    |
| 2025 | Team Penske                 | Dallara DW12 | Chevrolet | STP 3  | THE 13 | LBH    | ALA    | IMS     | INDY    | DET    | GTW    | ROA    | MDO    | IOW    | IOW    | TOR    | LAG    | POR    | MIL    | NSH    |        |        | 7º      | 53     |

#### Resultados nas 500 Milhas de Indianápolis
| Ano  | Chassi  | Motor     | Classificação | Resultado | Equipe                      |
| ---- | ------- | --------- | ------------- | --------- | --------------------------- |
| 2012 | Dallara | Honda     | 7             | 25        | Sarah Fisher Hartman Racing |
| 2013 | Dallara | Honda     | 25            | 28        | Sarah Fisher Hartman Racing |
| 2014 | Dallara | Honda     | 8             | 30        | Sarah Fisher Hartman Racing |
| 2015 | Dallara | Chevrolet | 9             | 9         | CFH Racing                  |
| 2016 | Dallara | Chevrolet | 2             | 3         | Ed Carpenter Racing         |
| 2017 | Dallara | Chevrolet | 22            | 19        | Team Penske                 |
| 2018 | Dallara | Chevrolet | 4             | 8         | Team Penske                 |
| 2019 | Dallara | Chevrolet | 8             | 4         | Team Penske                 |
| 2020 | Dallara | Chevrolet | 13            | 5         | Team Penske                 |
| 2021 | Dallara | Chevrolet | 21            | 12        | Team Penske                 |
| 2022 | Dallara | Chevrolet | 14            | 13        | Team Penske                 |
| 2023 | Dallara | Chevrolet | 17            | 1         | Team Penske                 |
| 2024 | Dallara | Chevrolet | 3             | 1         | Team Penske                 |